# Muntpitschen
Der Muntpitschen (selten auch Montpitschen; italienisch Monpiccio, 3161 m ü. M.) ist ein markanter Gipfel in der Sesvennagruppe an der Grenze des Schweizer Kantons Graubünden und Südtirols (Italien). Er liegt 4,5 km westlich von Schlinig im Schlinigtal, einem Seitental des  Südtiroler Vinschgaus, sowie etwas mehr als 6 km östlich von S-charl im Unterengadin.
Der Muntpitschen wurde bereits 1847 vom österreichischen Topografen Johann Jakob Staffler als „Maipitsche“ erwähnt und als „Koloss“ in der Umrahmung des Schlinigtals bezeichnet. Wegen seiner aus manchen Perspektiven pyramidenartig erscheinenden Form wird er auch das „Schlininger Matterhorn“ genannt.

## Lage und Umgebung
Der Muntpitschen befindet sich etwa einen Kilometer nordöstlich des Piz Sesvenna (3204 m ü. M.), des Hauptgipfels der Gruppe. Mit diesem und der im Verbindungsgrat zu diesem aufragenden Foratrida (3134 m ü. M.) bildet der Muntpitschen ein markantes Dreigestirn am Talende des nordwestlich liegenden Val Sesvenna.
Der Muntpitschen entsendet drei Grate: Der Südwestgrat verbindet den Gipfel mit der Foratrida. Der Nordgrat verläuft zur 1,7 km entfernten Fuorcla Sesvenna (2819 m ü. M.), dazwischen ragt mit dem Fernerspitz (ital. Punta dalla Vedretta, 2953 m ü. M.) ein weiter Gipfel auf. Der im oberen Teil sehr scharfe Ostgrat verläuft über den Kälberberg (ital.  Monte dei Vitelli, 2736 m) bis zum 7,5 km entfernten Monterodes (2361 m) und trennt das Schlinigtal im Norden vom Arundatal im Süden.
Westlich des Muntpitschen liegt der Vadret da Sesvenna. Für diesen kleinen Gletscher wurde 2015 eine Fläche von 0,4 km² ermittelt.

## Alpinismus
Der leichteste Anstieg führt auf markiertem Steig durch das Arundatal, an einer Schäferhütte vorbei zuletzt sehr steil durch eine Rinne in eine Scharte des Südwestgrats. Anschließend geht es in leichter Kletterei über die obersten 250 Meter dieses Grats zum Gipfel. Der kürzeste Zugang zum Arundatal führt auf markiertem Weg von Schlinig über die Kälberalm, wobei der Bergrücken zwischen Kälberberg und Monterodes mit Höhenverlust überschritten werden muss. Diese Route ist auf älteren Karten nicht verzeichnet.
Ein weiterer eisfreier Zugang ist von Schlinig über den Kälberberg und den Ostgrat möglich. Der obere Teil des Grats ist allerdings brüchig und ausgesetzt und weist Kletterstellen im II. Schwierigkeitsgrad auf. Weiterhin kann der Berg auch von der Sesvennahütte über die Fuorcla Sesvenna erreicht werden. Der Anstieg bis zum Vadret da Sesvenna entspricht dabei dem Anstieg zum Piz Sesvenna. Im flacheren Becken zwischen Muntpitschen und Foratrida wendet man sich südlich, steigt steil über eine Randspalte zum Sattel zwischen Muntpitschen und Foratrida an und gelangt über den Südwestgrat zum Gipfel.

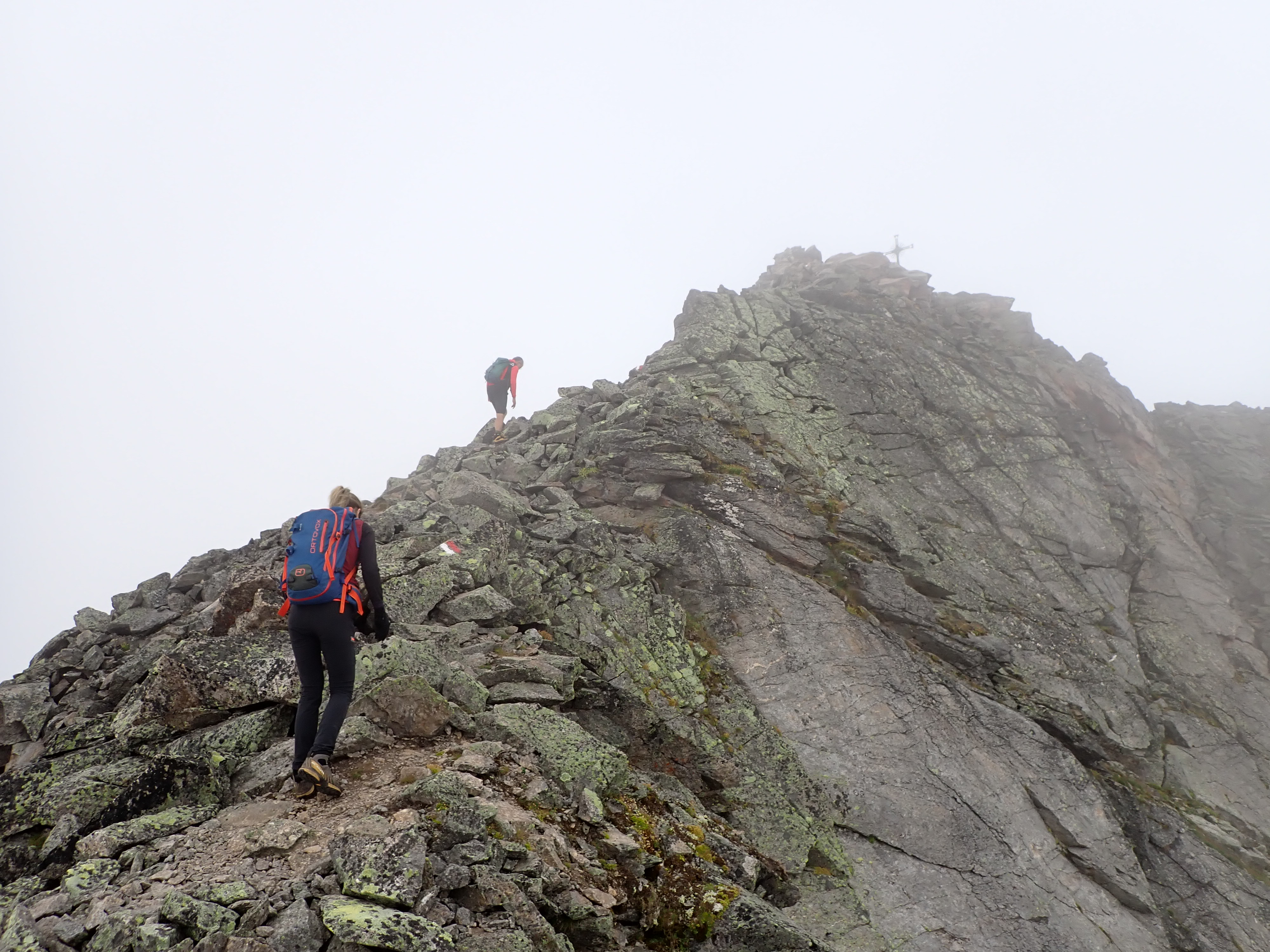
Letzte Meter des Anstiegs am Südwestgrat
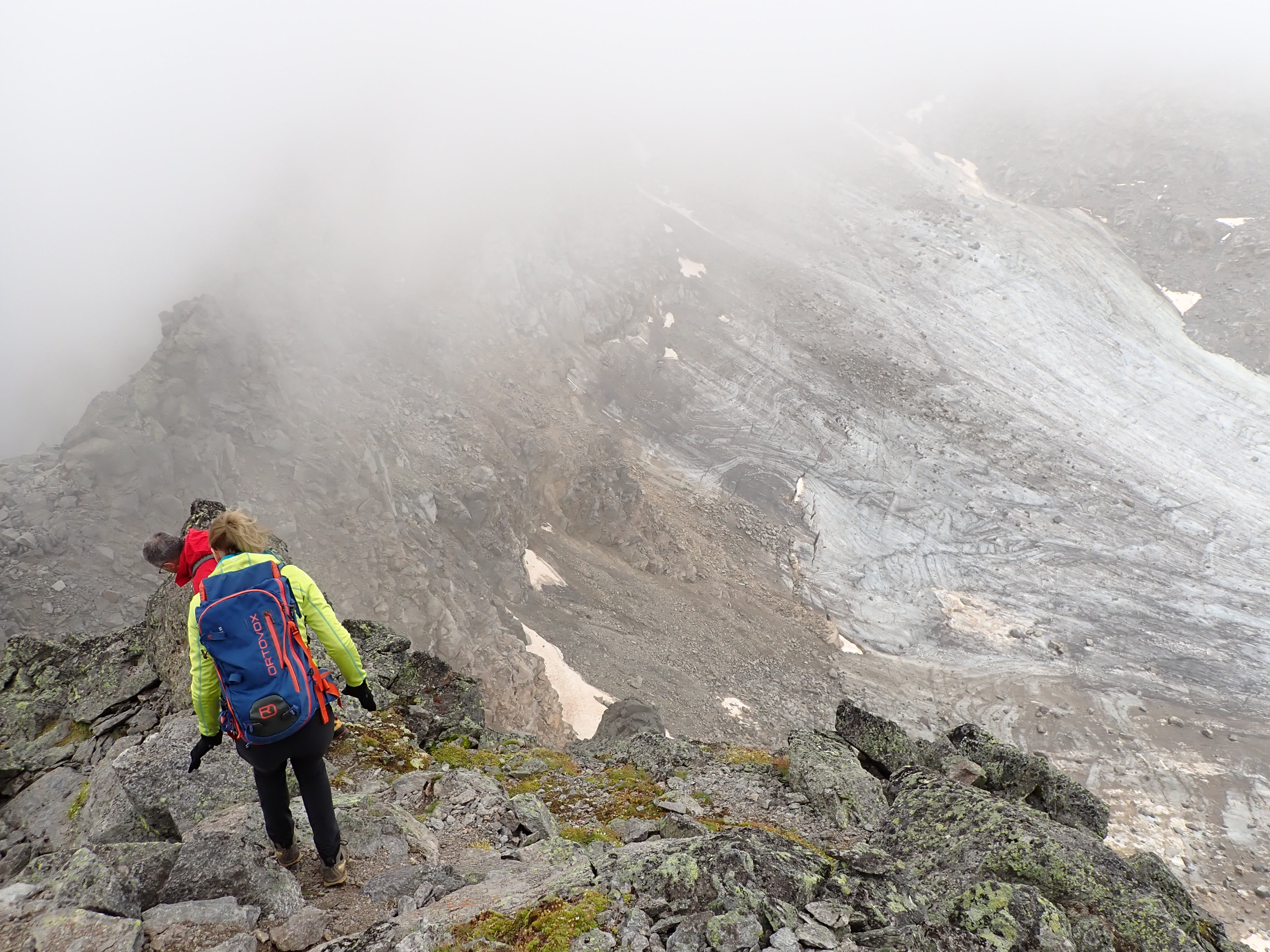
Abstieg über den Südwestgrat, rechts der Vadret da Sesvenna